# Machen wir’s wie Cowboys
Machen wir’s wie Cowboys (Alternativtitel: Sexy Cowboys schießen schärfer; Originaltitel: The Cowboy Way) ist eine US-amerikanische Actionkomödie aus dem Jahr 1994. Regie führte Gregg Champion, das Drehbuch schrieb William D. Wittliff.

## Handlung
Die beiden befreundeten Cowboys Pepper und Sonny gehen in ihrer Heimat New Mexico dem Beruf nach und sind daneben begeisterte Rodeoreiter. Als Frauenheld Pepper aber zu einem sehr wichtigen Turnier nicht erscheint, wird die Freundschaft zu Sonny arg strapaziert. Letztlich kommt Nacho, Sonnys Freund und Koch, die Rolle des Vermittlers zu, wobei er nicht allzu erfolgreich ist. Sonny wendet sich einige Tage später schließlich doch noch an Pepper: Nacho ist in einer dringenden Familienangelegenheit nach New York aufgebrochen, aber seither verschwunden. Da Sonny kaum noch Geld besitzt, hofft er nun auf Peppers Unterstützung, welche er auch bekommt.
Die beiden Cowboys machen sich auf an die Ostküste, ecken mit ihrem ländlichen Verständnis hinsichtlich des Großstadtlebens aber zunächst allerorts an. Speziell Draufgänger Pepper muss von Sonny des Öfteren gebremst werden. Letztlich steht ihnen der aufrichtige Polizist Sam zur Seite, der ihnen bei der Suche hilft. Doch das Ergebnis ist ernüchternd: Nacho wurde ermordet.
Unterstützt von Sam forschen Sonny und Pepper weiter nach und kommen langsam den Hintergründen auf die Spur. Nacho reiste nach New York, da er Tage zuvor angerufen wurde. Darin wurde ihm mitgeteilt, dass seiner Tochter Teresa die Flucht aus Kuba gelungen ist, er aber dafür noch eine Geldsumme zu entrichten habe. Mit Hilfe ihrer recht unorthodoxen Präriemethoden gelingt es den Cowboys, verschiedenen Kleingaunern die notwendigen Informationen zu entlocken. Das Trio stöbert Teresa schließlich in einer geheimen Fabrik auf, die von dem Gangster John Stark betrieben wird und der hier eine große Anzahl Flüchtlinge wie Sklaven schuften lässt. Offensichtlich hatte Nacho versucht, dies zu entlarven und wurde dafür mundtot gemacht.
Dem Trio gelingt es letztlich den Betrieb auffliegen zu lassen und einen Großteil der Gangsterorganisation zu verhaften. Stark flüchtet allerdings mit Teresa als Geisel. Es schließt sich eine große Verfolgungsjagd quer durch die Stadt an, wobei Sonny und Pepper diese auf zwei Polizeipferden absolvieren. An einer oberirdischen U-Bahn-Station können sie schließlich Stark stellen und Teresa befreien. Stark wird überwältigt und stirbt, als er per Lasso von einem Zug zu Tode geschleift wird.
Die beiden Freunde sind wieder vereint, heißen Teresa in den USA willkommen und können – nachdem Pepper einen gut dotierten Modeljob ergattert hat – die Heimreise antreten.

## Kritiken
James Berardinelli schrieb auf ReelViews, der Film sei der Mühe nicht wert, ein Pferd zu besteigen. Er sei nicht viel anders als der „Missgriff“ Beverly Hills Cop III. Berardinelli kritisierte die seiner Meinung nach wenig ausgearbeiteten Charaktere und die Arbeit der Hauptdarsteller, vor allem jene von Woody Harrelson, der kaum schauspiele.
Das Lexikon des internationalen Films schrieb: „Eine flott inszenierte Actionkomödie, die trotz mancher Derbheiten aus der Reibung zwischen den verkrachten Freunden und dem Zusammenprall von städtischen und ländlichen Typen und Verhaltensweisen einige komödiantische Funken schlägt.“

## Hintergründe
- Der Film wurde in einigen Orten in New Mexico – darunter in Santa Fe – und in New York City gedreht.[3] Er spielte in den Kinos der USA ca. 20,3 Millionen US-Dollar ein.[4]